# Solanum linnaeanum
Solanum linnaeanum is een vaste plant uit de nachtschadefamilie (Solanaceae). De plant is giftig en heeft tomatenachtige vruchten. In het onrijpe stadium zijn de vruchten groen en lijken ze precies op de Thaise aubergine en als ze rijp zijn, zijn ze geel. 
Solanum linnaeanum kan worden verward met Solanum cinereum in Australië, de neotropische Solanum capsicoides, of Solanum incanum in Afrika.

## Verspreiding
Solanum linnaeanum komt oorspronkelijk uit veel Afrikaanse landen, Kenia, Tanzania, Zuid-Afrika, Zimbabwe en Mozambique en wordt beschouwd als een invasieve soort in Australië, Nieuw-Zeeland, Hawaï, Fiji, Nieuw-Caledonië, andere eilanden in de Stille Oceaan, de regio Aseer van Saoedi-Arabië en de noordelijke gebieden van Pakistan. 

## Toepassing
Solbec Pharmaceuticals probeerde Coramsine, een 1:1 mengsel van de alkaloïden solamargine en solasonine, geëxtraheerd uit Solanum linnaeanum, te ontwikkelen als medicijn tegen kanker. Voorlopige klinische onderzoeken waren aanvankelijk veelbelovend, maar het medicijn was uiteindelijk niet succesvol.

## Trivia
- In Ukambani, Oost-Kenia, gebruiken kinderen in de dorpen in het zomerseizoen de giftige gele vrucht voorzichtig als voetbal.

... · 
S. bauerianum · 
S. crispum · 
S. dulcamara (Bitterzoet) · 
S. jasminoides (Klimmende nachtschade) · 
S. lycocarpum · 
S. lycopersicum (Tomaat) · 
S. macrocarpon (Antruwa) · 
S. melongena (Aubergine) · 
S. muricatum (Pepino) · 
S. nigrum (Zwarte nachtschade) · 
S. nigrum subsp. schultesii (Beklierde nachtschade) · 
S. physalifolium (Glansbesnachtschade) · 
S. quitoense (Lulo) · 
S. sodomaeum (Sodomsappel) · 
S. sessiliflorum (Orinoco-appel) · 
S. triflorum (Driebloemige nachtschade) · 
S. tuberosum (Aardappel) · 
S. uporo (Kannibaaltomaat) · 
S. villosum (Donsnachtschade) · 
S. wendlandii (Costa Ricaanse nachtschade) · 
...